# Wii運動 度假勝地
《Wii運動 度假勝地》，是任天堂繼Wii Sports後推出的新運動遊戲，發行於Wii平台，搭配新週邊Wii動感強化器來做出更精準的動作感應，遊戲內包括有射箭、快艇、飛盤、劍道、桌球、水上摩托車、籃球、高爾夫球等項目。遊戲內容大致上承繼著Wii Sports，但棒球、拳擊和網球這三種舊版遊戲在Wii Sports Resort沒有出現。遊戲前作是《Wii運動》，續作是《俱樂部》及《Nintendo Switch 運動》。

## 遊戲場景
遊戲發生在南國的幾個小島上，有著蔚藍海岸與沙灘。

### 烏富島
故事發生的主要舞台，著名地標為有「天嘎·納曼迦火山」，島的東南面有一連島沙洲與紅豆島連接。在此連島沙洲是以「飛盤狗狗」為主要活動場地。
島的西南面為島的市中心，並建有碼頭。

### 維吉島
以高爾夫球及飛盤高爾夫為主題的小島，著名地標為「雙螃蟹岩」

## 運動

### 擊劍

#### 比賽
玩家會對手進行比賽，將對手打落海者勝，三局兩勝制。限制時間內沒贏算平手，三局無法分勝負進入決戰。決戰在中間藍色地方，規則一樣。在選擇角色後開始遊戲之前長按Wii遙控器上的2鍵，可以在黃昏進行比賽；擊敗熟練度約1500的冠軍（Matt）後，在選擇角色後開始遊戲之前長按Wii遙控器上的1鍵，可以使用冠軍所持的紫色劍。

#### 快速揮劍
玩家會與對手進行比賽，鬥快將物件從指定方向劈開（上、下、左、右及四個斜角方向），先得十分者勝。

#### 生存戰
玩家會遇上多個對手，並要將他們擊退，若被敵人擊中三次則挑戰失敗。最多有20個關卡（普通關卡與路線反轉關卡各10關）可供選擇。

### 花式滑水
難度分為初級、中級、上級。在限時2分鐘內，盡可能的進行跳躍動作，得分越高者勝。

### 飛盤

#### 飛盤狗狗
玩家將飛盤擲出，單次得分依據目標遠近分為100分、50分與10分，愈近目標者愈高分。每位玩家都有10次擲飛盤機會，最後5次的投擲目標周圍有加分氣球。

#### 飛盤高爾夫
玩家將飛盤擲出到目標，計分與高爾夫球計桿數一樣。若飛盤平行接觸水面可能會從水上漂過。

### 射箭
分為初級、中級、上級。難度隨著選擇而不同。每個等級共四局，每局三隻箭，每個等級滿分120分。可以單人或最多四人對戰，以分數高為優勝。每個難度的每一局都有隱藏目標，只要射中隱藏目標的任何一個位置，即得10分。

### 籃球

#### 三分球競賽
玩家須於六十秒內射最多的三分球。一般籃球有一分，而彩色籃球則有兩分，最高分為30分。如果在限制時間內獲得滿分，則最後總分會加上剩餘時間的數值。

#### 比賽
玩家與對手舉行三對三鬥牛，有三分鐘時間。在選擇角色後開始遊戲之前長按Wii遙控器上的2鍵可以在夜晚進行比賽。

### 乒乓球

#### 比賽
桌球對戰，先得六分者勝。如五分平局，要取得兩分才勝利，如此類推，若比分來到20比20則平手。在選擇角色後開始遊戲之前長按Wii遙控器上的2鍵則可以進行11分賽；擊敗熟練度約1500的冠軍（Lucia）後，在選擇角色後開始遊戲之前長按Wii遙控器上的1鍵，玩家所持的桌球拍會變成拖鞋。

#### 連續擊球
一開始對手會逐球逐球（打一下就發一球）的方式打球，對手有時發旋轉球或令玩家扣殺的球。須連續打乒乓球以繼續，失一球（如兩跳、出界、掛網等）即輸。每打進一顆就加一分，而打10球以上有汽水罐出現，用乒乓球擊中汽水罐可以得到3分。

### 高爾夫球
分為三洞、九洞、十八洞。以低於標準竿為目標。最多有7個關卡21洞可供選擇。

### 保齡球

#### 標準賽
與現實中保齡球的玩法相同。

#### 100瓶賽
大致上與標準賽一樣，但保齡球瓶由10瓶增至100瓶，滿分也從300增至3000。

#### 旋轉球
大致上與標準賽一樣，但球道上增加了障礙物，必須用旋轉球解決。障礙物擺設位置分為初級、中級、上級。

### 水上摩托車

#### 激浪穿環
在指定路線行進時，抵達終點前水面上會不斷冒出閘門，閘門上有著倒數的數字，若在倒數至0之前通過該閘門則獲得分數。某些閘門設有範圍較小的加分圈，分數兩倍。

#### 對戰
兩名玩家對戰，先抵達終點者勝。無法與COM進行比賽。

### 獨木舟

#### 挑戰
難度分為初級、中級、上級，限制時間分別為60秒、80秒與100秒。難度越高，路線距離越遠，障礙物也會越多。

#### 對戰
兩名玩家對戰，率先通過檢查點5次者勝。

### 自行車

#### 公路賽
可以選擇進行一場、三場或六場比賽。遊戲一開始時玩家會在最後一名（一場30名，三場50名，六場100名），玩家得盡可能地取得第一名。

#### 對戰
兩名玩家對戰，先抵達終點者勝。

### 翱翔天空

#### 跳傘
玩家利用Wii 遙控器去控制Mii來進行跳傘，主要為抓住更多的Mii並面對鏡頭拍照以取得更高的分數。最多隊員為30人。

#### 遊覽飛行
玩家利用Wii 遙控器去控制水上飛機進行遊覽飛行，飛行時間5分鐘。飛行時如發現圖形（白色圓形加一個「i」字），駛近將有那景點的介紹，撞擊圖形以收集景點資料（最多能收集80個）。隨著玩家收集的 i 字圖形越多，除了有可解鎖的新元素之外，玩家可以選擇在黃昏或夜晚飛行，不同時間點的景點介紹也會不同。

#### 對戰飛行
雙人遊戲，玩家利用Wii 遙控器去控制水上飛機進行對戰飛行，按「A」鈕可發射水砲，主要為射擊對手飛機上的氣球，射到沒有為止，如果限時到了而還有剩氣球，則計算雙方氣球數，多的一方為勝。另外不定時會有氣球補給點，發生在不同地點，玩家可嘗試撞擊它們以取得氣球。

## 外部連結
- 官方網頁
- 中文官方網頁（台灣） （页面存档备份，存于）
- 中文官方網頁（香港） （页面存档备份，存于）